# ユーヴドール・プライス
ユーヴドール・プライス卿、初代准男爵（Sir Uvedale Price, 1st Baronet、1747年4月14日洗礼 - 1829年9月14日）は『ピクチャレスク論、崇高と美と比較して』（1794年）の著者である。1790年代のピクチャレスク論争の中心人物であり、ヘレフォードシャーの地主であった。BBC Pronouncing Dictionary of British Names (1971) の発音表記では、ファーストネームは「ユーヴデイル」。日本語表記としては、ウヴェデール・プライスとすることもある。

## 生涯
素人芸術家であったロバート・プライスとその妻サラ・バーミントンの長男として生まれる。サラ・バーミントンは第一子爵ジョン・シュート・バーミントンの娘であった。イートンとオックスフォードのクライスト・チャーチで教育を受けたのち、フォックスリーの土地を1768年に相続するが、これは1761年に父が没し、1764年に祖父のユーヴドール・トムキンス・プライスが没した数年後のことであった。若い頃のプライスはロンドン・シーンで当代の「マカロニ男」と一時期評されたこともあったものの、ティアカーネルの第一伯爵・ジョージ・カーペントナーの末女であるキャロライン・カーペントナーとの結婚と相続ののちフォックスリーに落ち着き、領地とランドスケープ理論の発展や同じく議論の多かった古典言語の発音の問題に取り組んだのであった 。1793年にはヘレフォードシャー長官、1828年2月28日には准男爵となる。
生涯を通してジョージ・ボーモント卿とその妻マーガレット・ボーモントと交流した。他方ではチャールズ・ジェームズ・フォックスの生涯変わらぬ友人であり、ウィリアム・ワーズワースの知人であり、晩年にはエリザベス・バーネット・ブラウニングの文通者でもあった。著作をギリシャ語とラテン語で出版したのち、1829年没。ただ一人の息子ロバートは第二准男爵を受け継ぐ。

## ピクチャレスクとランドスケープ理論
プライスの『ピクチャレスク論』と同じ年に出版された『風景』という詩の著者であり、隣人でもあったリチャード・ペイン・ナイトとともにその考えを発展させた。「ピクチャレスク」を風景理論として描いたのである。プライスの論文やナイトの詩のはるか前にしかしながらピクチャレスクは18世紀初頭のフランスにおいて「画家のスタイルにおいて」という意味で用いられており、アレクサンダー・ポープは1712年の「カーリルへの書簡」においてこれを英語圏に持ち込んだのだった。バージェットの『文学研究』（1879）で「美と崇高と壮麗とは異なる特質である」と定義される前には英語圏の著作者によって様々な意味においてこれは用いられていたのである 。
プライスにとって、ピクチャレスクとは、美と崇高のあいだに位置するより特定的なものとして定義された。実践的な適用においてはこれは古い木立やでこぼこ道、質感のある坂道などで、ランスロット・「ケイパビリティ」・ブラウンの風景とは対極にあるものであり、ブラウンの風景が捨て去ったものでもあると言える。プライスは古典的でシンメトリーな「美」という概念にも異を唱え、自然のあまり形式主義的でなく、非シンメトリー的な特質についても論じている。
プライスの論は芸術や文学の領域でも論じられ、たとえばジェーン・オースティングの『ノセンジャー修道院』ではパロディー化された。プライスは補強材料を付加しながら『ピクチャレスク論』をたびたび重版し、ハンフリー・レプトンのランドスケープをめぐって公的な議論へと入っていく。